# Одна жіноча ідея (фільм, 1929)
Одна жіноча ідея (англ. The One Woman Idea) — американська мелодрама режисера Бертольда Віртела 1929 року.

## У ролях
- Род Ла Рок — принц Ахмед
- Марселін Дей — леді Аліса Дуглас
- Ширлі Дорман — пасажирка пароплава
- Шерон Лінн — пасажирка пароплава
- Селлі Фіппс — пасажирка пароплава
- Іван Лебедефф — Хосейнн
- Дуглас Гілмор — лорд Дуглас
- Джино Коррадо — Бордінс
- Джозеф В. Джирард — капітан пароплава
- Арнольд Люсі — Алі
- Джеміель Хассон — охоронець
- Том Тамарез — охоронець